# Špičák (Oldřichovská vrchovina)

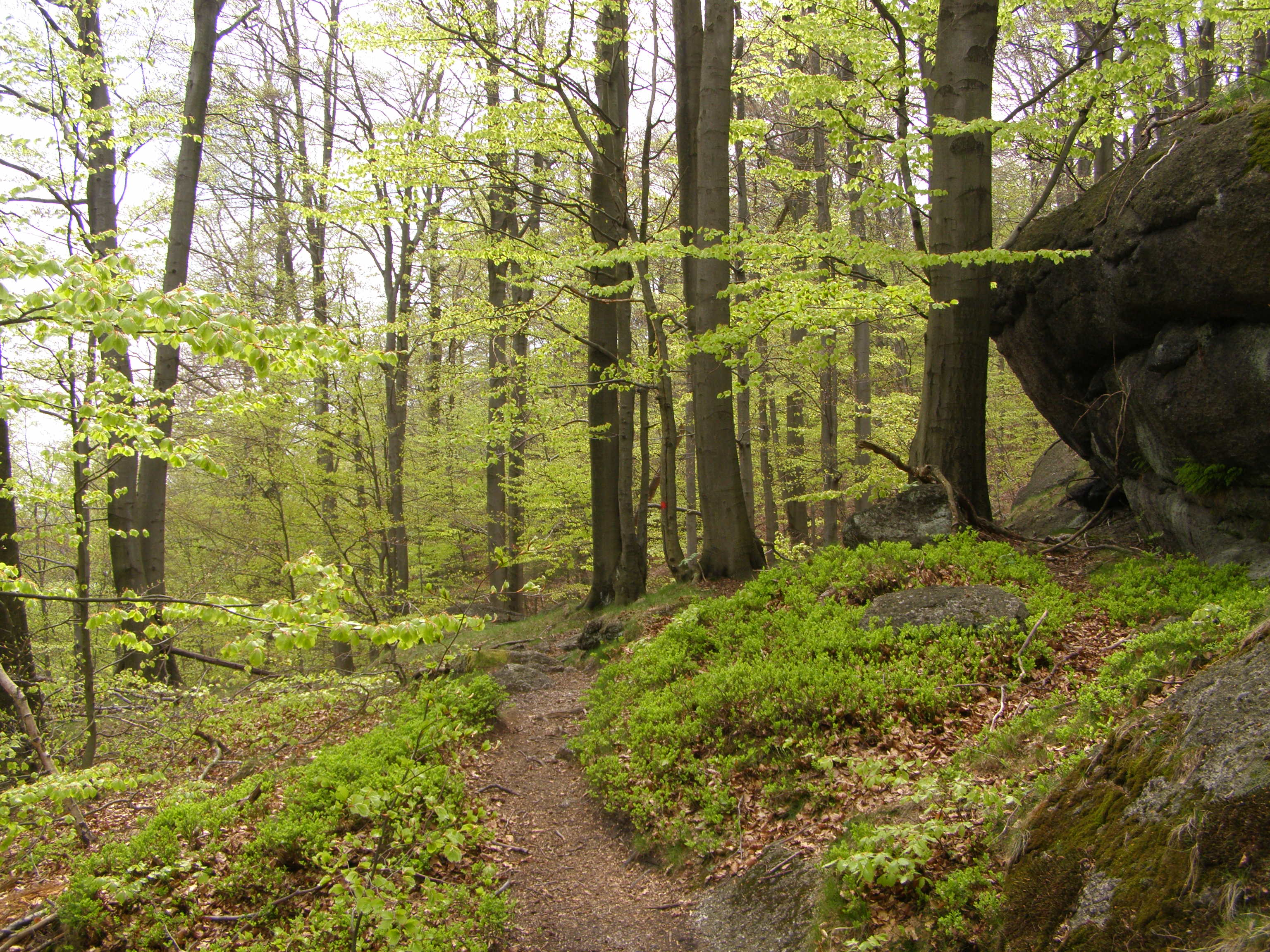
Bučina na severovýchodním úbočí

Špičák, nebo často Oldřichovský Špičák, (německy Buschullersdorfer Spitzberg), je 724 m n. m. vysoký vrchol s vyhlídkou, který dominuje západní části Jizerských hor nad Oldřichovem v Hájích.
Vrchol byl od roku 1960 do roku 1999 samostatnou národní přírodní rezervací Špičák o rozloze 29,21 ha, dnes je jádrovou součástí NPR Jizerskohorské bučiny. Zdejší skalnatý terén je porostlý smíšeným lesem, prochází tudy naučná stezka Oldřichovské háje a skály.
Na jihovýchodním svahu hory stojí starý pomníček dřevorubce Geisslera, který zde v náručí svých tří bratrů zemřel na zástavu srdce při kácení stromu.